# Casino (facción)

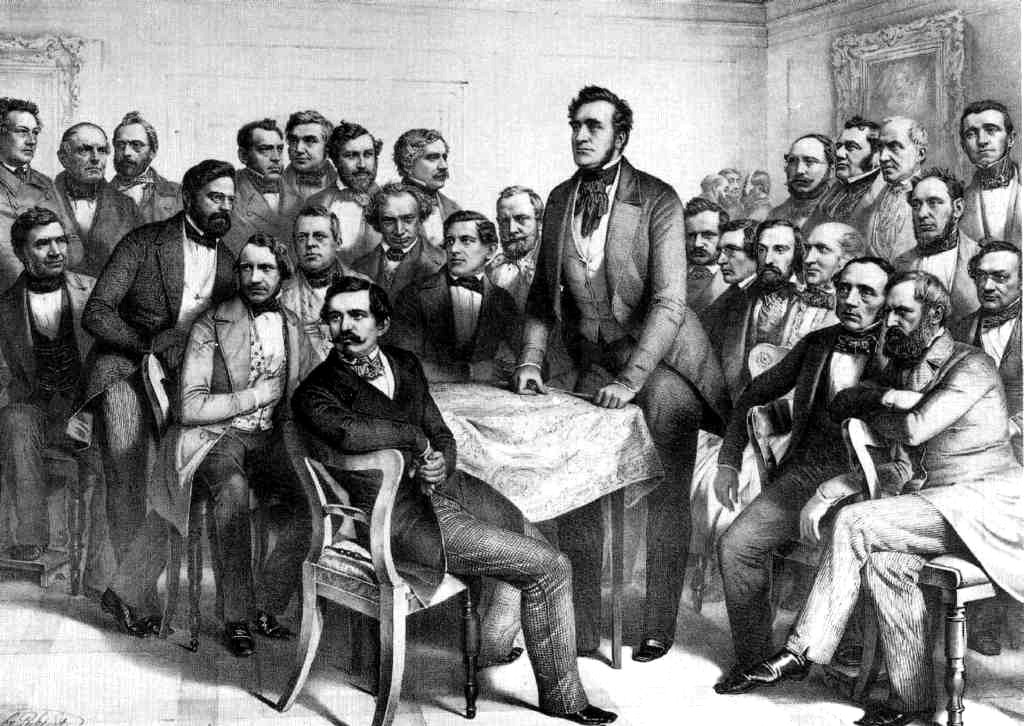
Litografía "Club de Casino" de Friedrich Pecht, 1849.

Casino era la designación de una facción política creada el 25 de julio de 1848 de centro derecha que participó en la Asamblea Nacional de Fráncfort.
Como ocurre con la mayoría de los grupos parlamentarios de la Asamblea Nacional, el nombre hace referencia al lugar de reunión habitual de los miembros de los grupos parlamentarios en Fráncfort del Meno. Después de los primeros comienzos, la gente se reunía en el Großer Hirschgraben en las instalaciones exclusivas del Casino de Fráncfort en el edificio de Roßmarkt 10, donde una gran parte de la élite política de Fráncfort se había reunido desde 1802.

## Origen y miembros
Así como la convocatoria de la Asamblea Nacional se basa en gran medida en el trabajo previo de personas pertenecientes a la facción, por ejemplo, a través del periodismo del Deutsche Zeitung y la importante participación en la Conferencia de Heppenheim, la Asamblea de Heidelberg y el Vorparlament, el trabajo de la Asamblea Nacional, especialmente la Constitución de Fráncfort, estuvo determinada en gran medida por representantes de la facción Casino. La facción Casino fue la facción más grande e influyente en la Asamblea Nacional. Según Johann Gottfried Eisenmann, en octubre de 1848 había 122 diputados; durante toda la sesión de la Asamblea Nacional, la facción tuvo un total de más de 200 miembros diferentes.
Casino incluía a importantes políticos como Heinrich von Gagern y Eduard Simson (que ejercieron como presidentes parlamentarios hasta mayo de 1849), a Friedrich Daniel Bassermann (presidente del comité constitucional), entre otros conocidos políticos liberales que formaban parte de la mayoría política dentro de la Asamblea Nacional de Fráncfort: por ejemplo Hans Adolf Erdmann von Auerswald y Hermann von Beckerath, Georg Beseler, Friedrich Christoph Dahlmann, Johann Gustav Droysen, Max Duncker, Georg Gottfried Gervinus, August Hergenhahn, Felix Fürst Lichnowsky, Karl Mathy, Gustav von Mevissen, Friedrich von Raumer, Alexander von Soiron, Georg Waitz y Carl Teodoro Welcker .

## Propuestas y objetivos
Los representantes de la facción del casino eran en su mayoría liberales moderados o liberales nacionales. La fundación de la facción estuvo estrechamente relacionada con las deliberaciones de la autoridad central del Reich. Aquí, el casino apoyó la propuesta de von Gagern de nombrar al archiduque Juan para el puesto de Reichsverweser. En los debates sobre la constitución imperial, se abogó por una estructura federal en una federación más estrecha y amplia, teniendo en cuenta las peculiaridades de los estados y estados individuales.
Los representantes de la facción Casino defendían un sufragio limitado para las clases medias mediante barreras censales. El grupo no tenía un programa explícito, aunque adoptaron estatutos. En cambio, confiaron en la "acción pragmática de una comunidad de mente abierta" (M. Botzenhart).
En septiembre de 1848, la facción de izquierda de Landsberg con políticos como Carl Friedrich Wilhelm Jordan, Heinrich von Quintus-Icilius y Maximilian Heinrich Rüder se separó de Casino. Querían un parlamento más fuerte y más derechos de voto. El 21 de diciembre de 1848, la facción de derecha Pariser Hof se dividió en torno a Welcker, Johann Gustav Heckscher, August Reichensperger y Victor Franz Freiherr von Andrian-Werburg.
A principios de 1849, los grupos parlamentarios se vieron ensombrecidos por la cuestión del Gran Alemania/ Pequeña Alemania. La mayoría de los diputados de Casino siguieron a Gagern en Weidenbusch. Allí se reunió la dirección imperial hereditaria Kleindeutsch (pequeña Alemania), que quería transferir el título de "emperador de los alemanes" al rey prusiano. En contraste, Mainlust pidió la inclusión de Austria y una junta directiva compuesta por varios príncipes en lugar de un monarca imperial.
Finalmente, en marzo de 1849 se firmó el llamado Pacto Simon-Gagern. Por un lado, los acuerdos con el demócrata Heinrich Simon dieron una mayoría a la solución imperial hereditaria, por otro lado, los liberales de derecha tuvieron que hacer concesiones sustantivas a los demócratas. De esta forma, el veto suspensivo único entró en la constitución y el sufragio universal entró en la ley electoral.